# Neaera
A Neaera német melodikus death metal/metalcore együttes. 2003-ban alakult Münsterben.

## Tagok
- Benjamin Hilleke - ének
- Stefan Keller - gitár
- Tobias Buck - gitár
- Benjamin Donath - basszusgitár
- Sebastian Heldt - dob

## Diszkográfia
- The Rising Tide of Oblivion (2005)
- Let the Tempest Come (2006)
- Armamentarium (2007)
- Omnicide - Creation Unleashed (2009)
- Forging the Eclipse (2010)
- Ours is the Storm (2013)
- Neaera (2020)